# Patinatge de velocitat als Jocs Olímpics d'hivern de 1948
Als Jocs Olímpics d'Hivern de 1948 celebrats a la ciutat de Sankt Moritz (Suïssa) es disputaren quatre proves de patinatge de velocitat sobre gel, totes elles en categoria masculina. Les proves es realitzaren entre els dies 31 de gener i 3 de febrer de 1948 a l'Estadi Olímpic de Sankt Moritz.

## Comitès participants
Participaren 68 patinadors de velocitat de 15 comitès nacionals diferents. Dotze patinadors competiren en les quatre proves.
| - Àustria (3) - Bèlgica (1) - Canadà (4) - Corea del Sud (3) - Dinamarca (1) - Estats Units (9) - Finlàndia (5) - Hongria (5) |  | - Itàlia (4) - Noruega (12) - Països Baixos (4) - Regne Unit (5) - Suècia (6) - Suïssa (5) - Txecoslovàquia (1) |

## Resum de medalles
| Prova                 | Or             | Argent            | Bronze        |
| 500 metres detalls    | Finn Helgesen  | Ken Bartholomew   | No es concedí |
| 500 metres detalls    | Finn Helgesen  | Thomas Byberg     | No es concedí |
| 500 metres detalls    | Finn Helgesen  | Robert Fitzgerald | No es concedí |
| 1.500 metres detalls  | Sverre Farstad | Åke Seyffarth     | Odd Lundberg  |
| 5.000 metres detalls  | Reidar Liaklev | Odd Lundberg      | Göthe Hedlund |
| 10.000 metres detalls | Åke Seyffarth  | Lassi Parkkinen   | Pentti Lammio |

## Medaller
| Posició | País         | Or | Argent | Bronze | Total |
| 1       | Noruega      | 3  | 2      | 1      | 6     |
| 2       | Suècia       | 1  | 1      | 1      | 3     |
| 3       | Estats Units | 0  | 2      | 0      | 2     |
| 4       | Finlàndia    | 0  | 1      | 1      | 2     |